# Sainte-Agathe-d'Aliermont
Sainte-Agathe-d'Aliermont est une commune française située dans le département de la Seine-Maritime en région Normandie.

## Géographie
|                        | Wanchy-Capval             | Londinières |
| Notre-Dame-d'Aliermont | Sainte-Agathe-d'Aliermont |             |
| Osmoy-Saint-Valery     |                           | Croixdalle  |

Traversée par la route départementale 115, la commune est limitrophe de Wanchy-Capval, Londinières, Croixdalle, Osmoy-Saint-Valery et Notre-Dame-d'Aliermont.

### Hydrographie
La commune est située dans le bassin Seine-Normandie. Elle n'est drainée par aucun cours d'eau,.

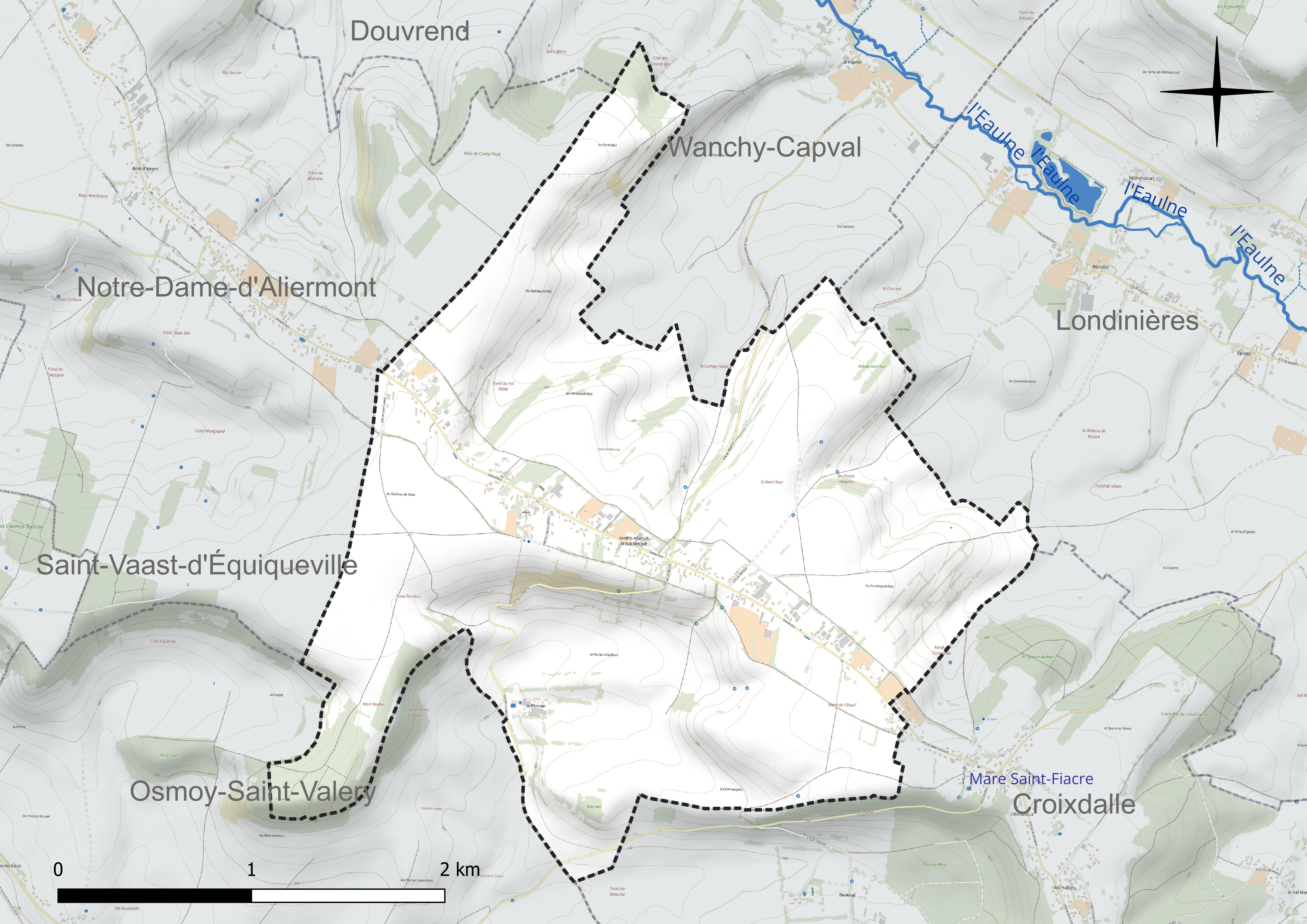
Réseau hydrographique de Sainte-Agathe-d'Aliermont.

### Climat
Pour des articles plus généraux, voir Climat de la Normandie et Climat de la Seine-Maritime.
En 2010, le climat de la commune est de type climat océanique altéré, selon une étude du CNRS s'appuyant sur une série de données couvrant la période 1971-2000. En 2020, Météo-France publie une typologie des climats de la France métropolitaine dans laquelle la commune est exposée à un climat océanique et est dans la région climatique Côtes de la Manche orientale, caractérisée par un faible ensoleillement (1 550 h/an) ; forte humidité de l’air (plus de 20 h/jour avec humidité relative > 80 % en hiver), vents forts fréquents. Parallèlement le GIEC normand, un groupe régional d’experts sur le climat, différencie quant à lui, dans une étude de 2020, trois grands types de climats pour la région Normandie, nuancés à une échelle plus fine par les facteurs géographiques locaux. La commune est, selon ce zonage, exposée à un « climat contrasté des collines », correspondant au Pays de Bray, bien arrosé et frais.
Pour la période 1971-2000, la température annuelle moyenne est de 9,8 °C, avec une amplitude thermique annuelle de 13,5 °C. Le cumul annuel moyen de précipitations est de 919 mm, avec 13,9 jours de précipitations en janvier et 8,7 jours en juillet. Pour la période 1991-2020, la température moyenne annuelle observée sur la station météorologique la plus proche, située sur la commune de Bouelles à 17 km à vol d'oiseau, est de 10,7 °C et le cumul annuel moyen de précipitations est de 838,4 mm,. Pour l'avenir, les paramètres climatiques de la commune estimés pour 2050 selon différents scénarios d’émission de gaz à effet de serre sont consultables sur un site dédié publié par Météo-France en novembre 2022.

## Urbanisme

### Typologie
Au 1er janvier 2024, Sainte-Agathe-d'Aliermont est catégorisée commune rurale à habitat dispersé, selon la nouvelle grille communale de densité à sept niveaux définie par l'Insee en 2022.
Elle appartient à l'unité urbaine de Saint-Nicolas-d'Aliermont, une agglomération intra-départementale regroupant quatre  communes, dont elle est une commune de la banlieue,,. La commune est en outre hors attraction des villes,.

### Occupation des sols
L'occupation des sols de la commune, telle qu'elle ressort de la base de données européenne d’occupation biophysique des sols Corine Land Cover (CLC), est marquée par l'importance des territoires agricoles (89,3 % en 2018), une proportion identique à celle de 1990 (89,3 %). La répartition détaillée en 2018 est la suivante : 
terres arables (56,7 %), prairies (32,6 %), zones urbanisées (6,3 %), forêts (4,4 %). L'évolution de l’occupation des sols de la commune et de ses infrastructures peut être observée sur les différentes représentations cartographiques du territoire : la carte de Cassini (XVIIIe siècle), la carte d'état-major (1820-1866) et les cartes ou photos aériennes de l'IGN pour la période actuelle (1950 à aujourd'hui).

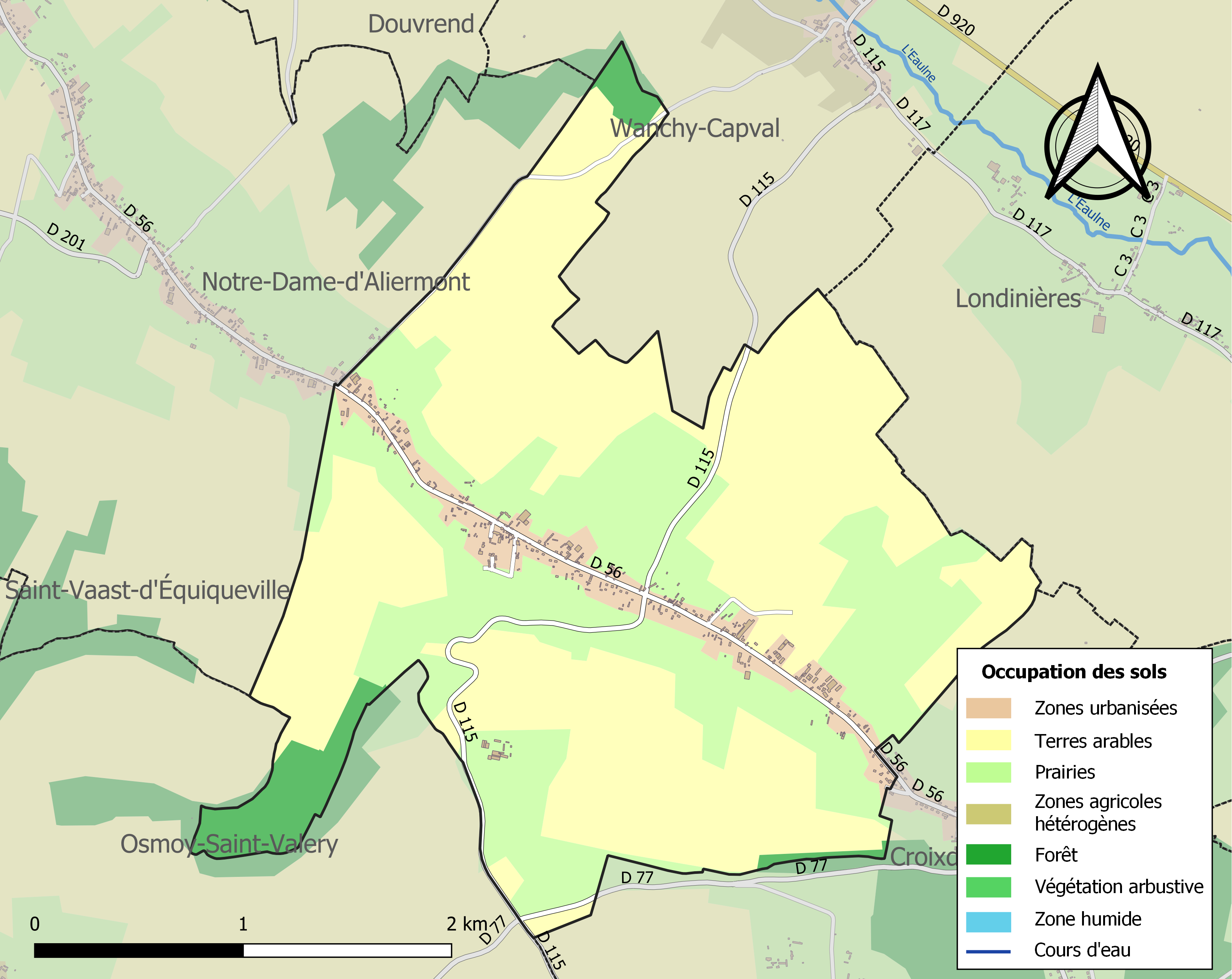
Carte des infrastructures et de l'occupation des sols de la commune en 2018 (CLC).

## Toponymie
Le nom de la localité est attesté comme Sancta Agatha de Alacrimonte en 1337, Ecclesia Sancte Agathe de Alacrimonte en 1456 et 1457, Sainte Agathe en 1715, Sainte Agathe d'Aliermont en 1757.
Sainte-Agathe est un hagiotoponyme.
L’étymologie Halieromonte, « mont d’Hélier » existe dès la fin du XIe siècle. Hélier est un moine envoyé à Jersey au VIe siècle qui aurait traversé la région à la recherche de saint Maclou.

## Histoire
Au XIIe siècle, le lieu est cédé par Richard Cœur de Lion, à Gautier de Coutances, archevêque de Rouen.
En 1884, la cloche qui datait de 1584, a été refondue. Elle portait les armoiries de la « famille de Dampierre » (d'argent, à trois losanges de sable), seigneurs de Sainte-Agathe-d'Aliermont aux XVIe siècle, XVIIe siècle et XVIIIe siècles,.

## Politique et administration
| Période                                  | Période                    | Identité         | Étiquette | Qualité |
| ---------------------------------------- | -------------------------- | ---------------- | --------- | --- |
| Les données manquantes sont à compléter. |                            |                  |           | |
| 1983                                     | juin 2013                  | Jean-Paul Gauzès | UMP       | Directeur juridique et fiscal de la Banque Dexia (1998-2007) Président de la CC de Londinières (2008 → 2014) Député européen (2009 → 2014) Démissionnaire |
| juin 2013                                | En cours (au 10 août 2020) | Martial Pépin    |           | Agriculteur Réélu pour le mandat 2020-2026 |

## Démographie
L'évolution du nombre d'habitants est connue à travers les recensements de la population effectués dans la commune depuis 1793. Pour les communes de moins de 10 000 habitants, une enquête de recensement portant sur toute la population est réalisée tous les cinq ans, les populations de référence des années intermédiaires étant quant à elles estimées par interpolation ou extrapolation. Pour la commune, le premier recensement exhaustif entrant dans le cadre du nouveau dispositif a été réalisé en 2008.

En 2022, la commune comptait 298 habitants, en évolution de −5,1 % par rapport à 2016 (Seine-Maritime : +0,35 %, France hors Mayotte : +2,11 %).
| 1793 | 1800 | 1806 | 1821 | 1831 | 1836 | 1841 | 1846 | 1851 |
| ---- | ---- | ---- | ---- | ---- | ---- | ---- | ---- | ---- |
| 330  | 392  | 412  | 326  | 336  | 371  | 375  | 354  | 338  |

| 1856 | 1861 | 1866 | 1872 | 1876 | 1881 | 1886 | 1891 | 1896 |
| ---- | ---- | ---- | ---- | ---- | ---- | ---- | ---- | ---- |
| 347  | 333  | 327  | 286  | 295  | 313  | 281  | 301  | 293  |

| 1901 | 1906 | 1911 | 1921 | 1926 | 1931 | 1936 | 1946 | 1954 |
| ---- | ---- | ---- | ---- | ---- | ---- | ---- | ---- | ---- |
| 275  | 297  | 261  | 236  | 267  | 215  | 211  | 237  | 267  |

| 1962 | 1968 | 1975 | 1982 | 1990 | 1999 | 2006 | 2008 | 2013 |
| ---- | ---- | ---- | ---- | ---- | ---- | ---- | ---- | ---- |
| 253  | 234  | 256  | 247  | 257  | 291  | 307  | 312  | 315  |

| 2018 | 2022 | - | - | - | - | - | - | - |
| ---- | ---- | - | - | - | - | - | - | - |
| 306  | 298  | - | - | - | - | - | - | - |

## Culture locale et patrimoine

### Lieux et monuments
- Église Sainte-Agathe.

Le 24 juillet 1267, l'église est consacrée à Dieu en l'honneur de sainte Agathe[Laquelle ?], par Eudes Rigaud, archevêque de Rouen[réf. nécessaire].
- Château au centre du village.

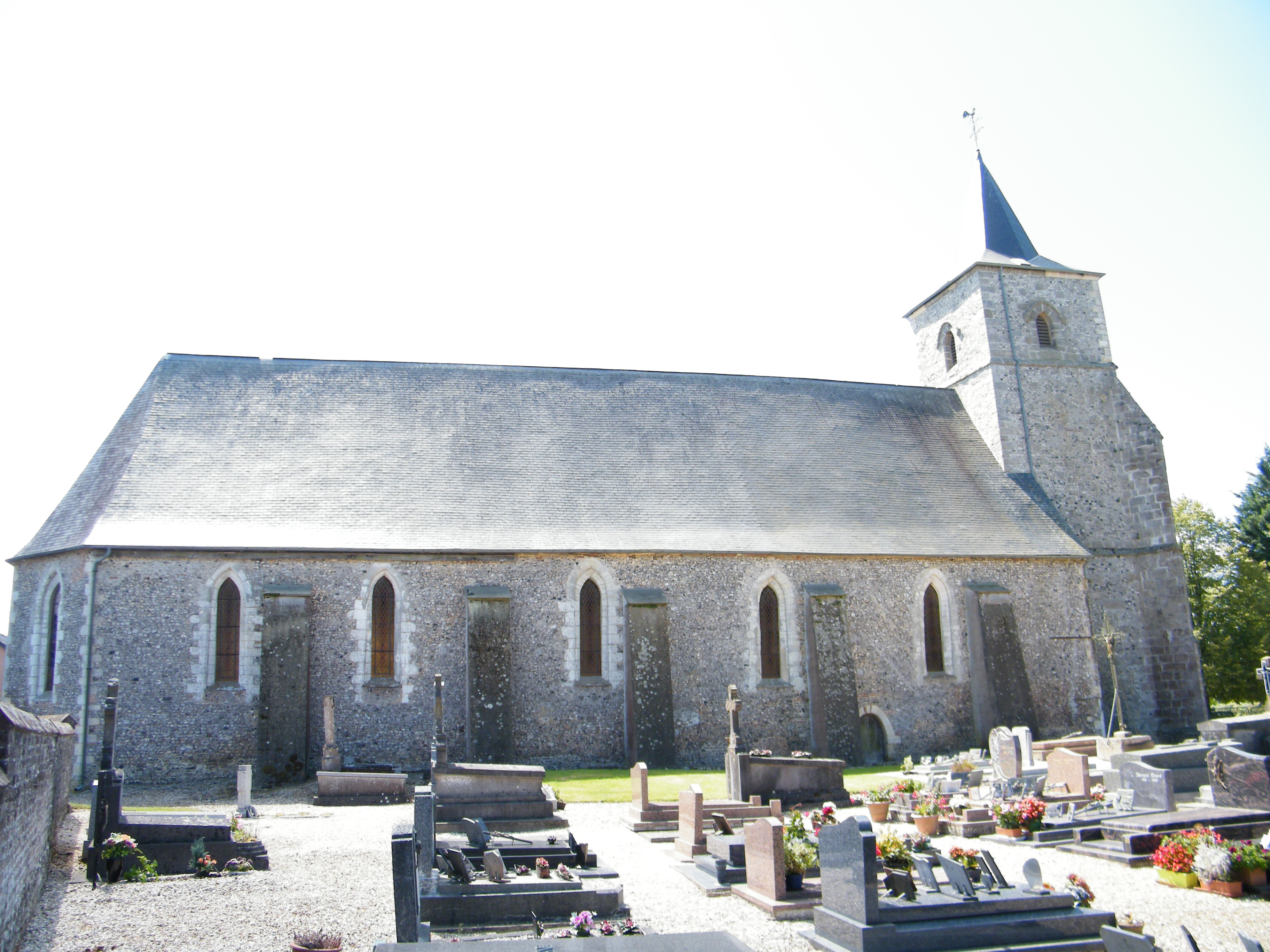
Église Sainte-Agathe.
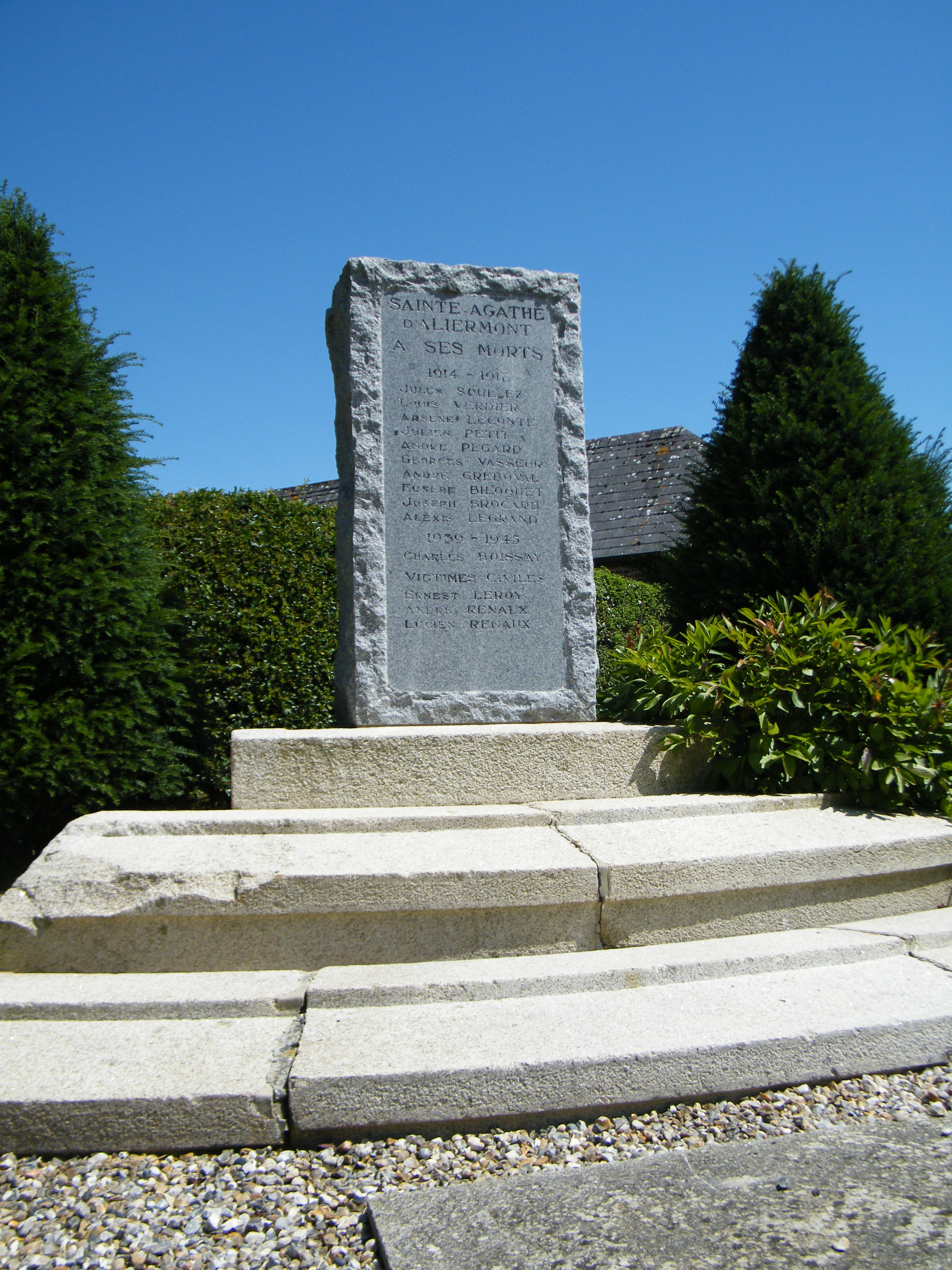
Monument aux morts pour la patrie.
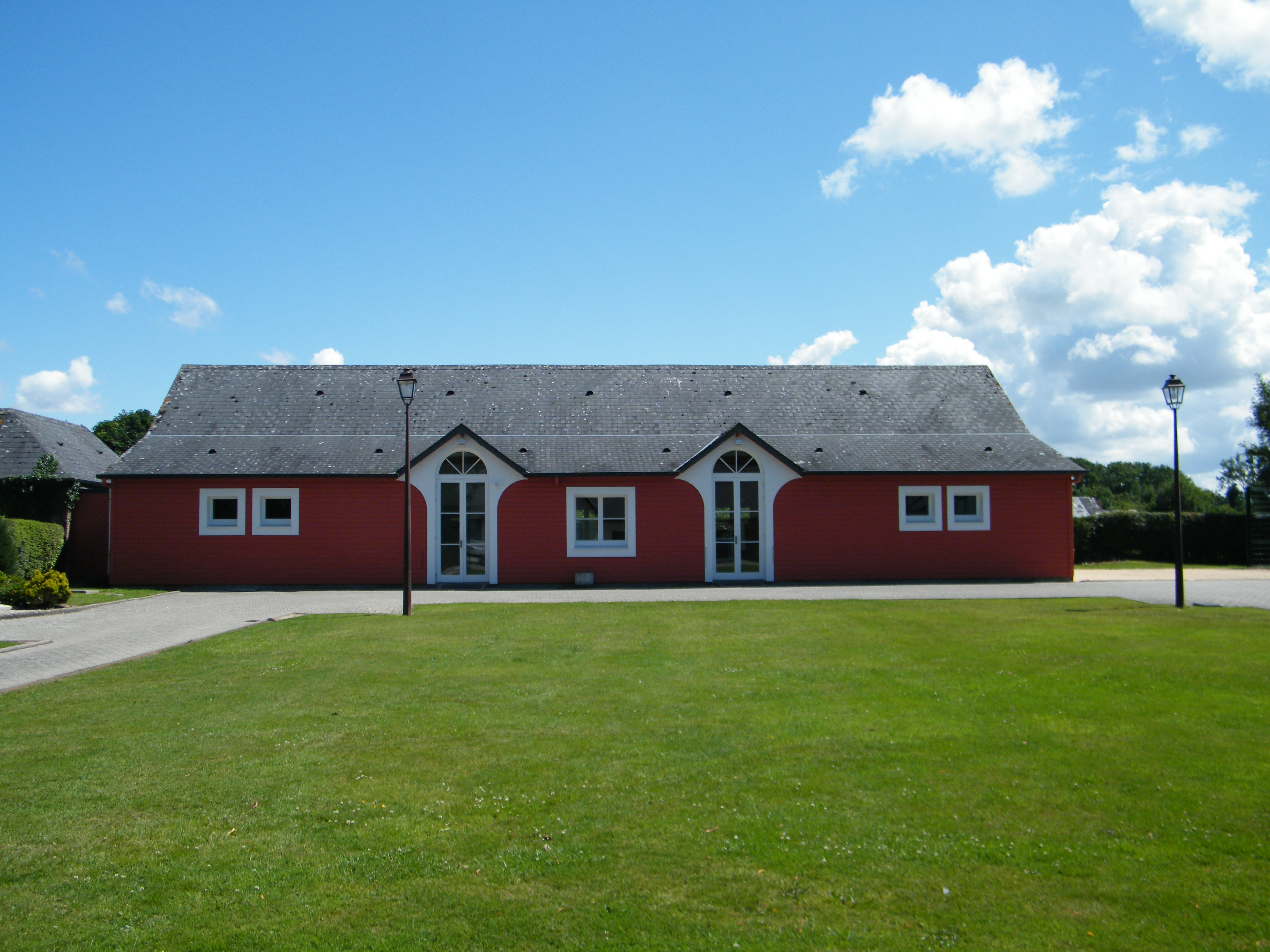
Salle communale.
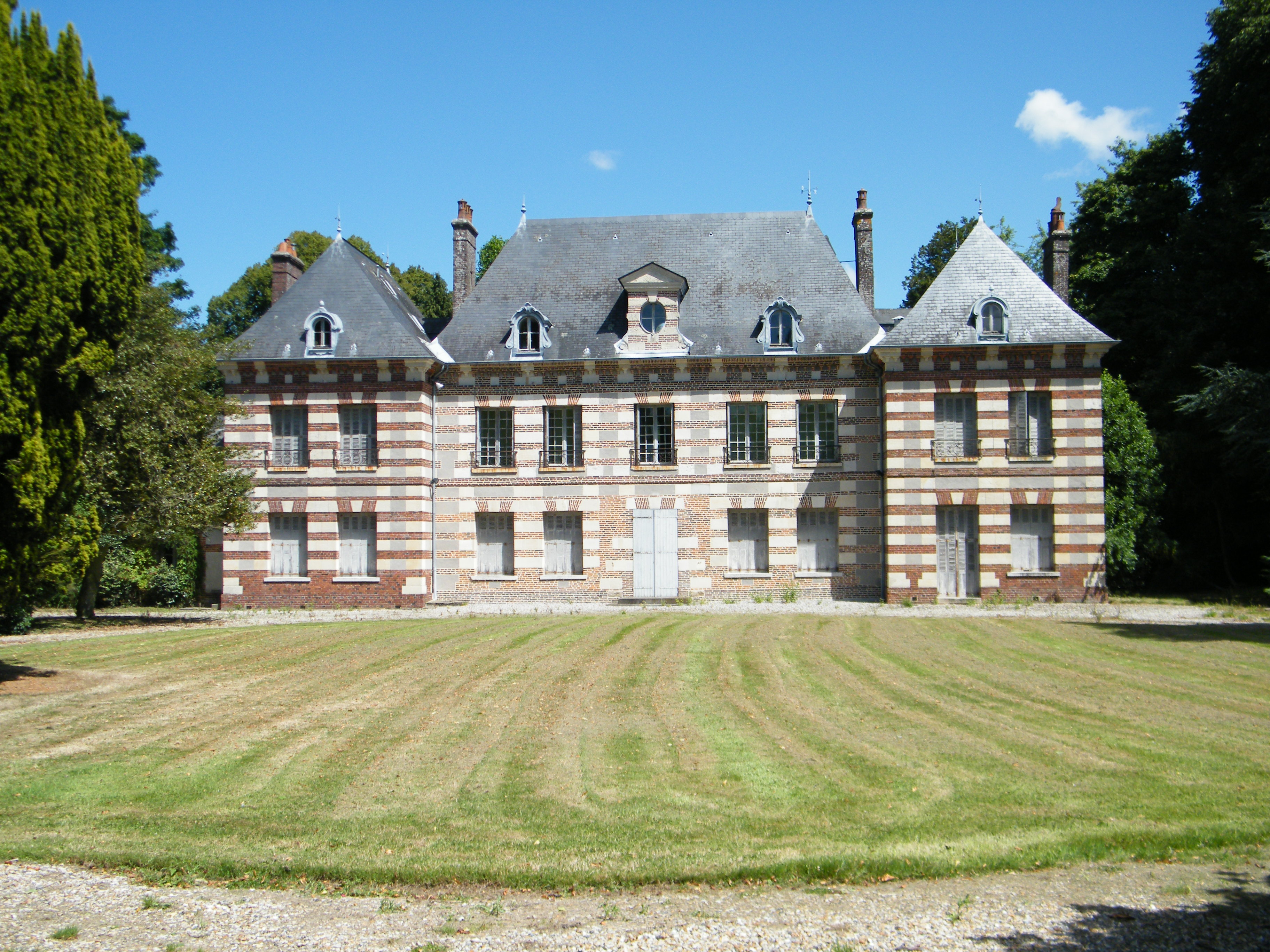
Château.
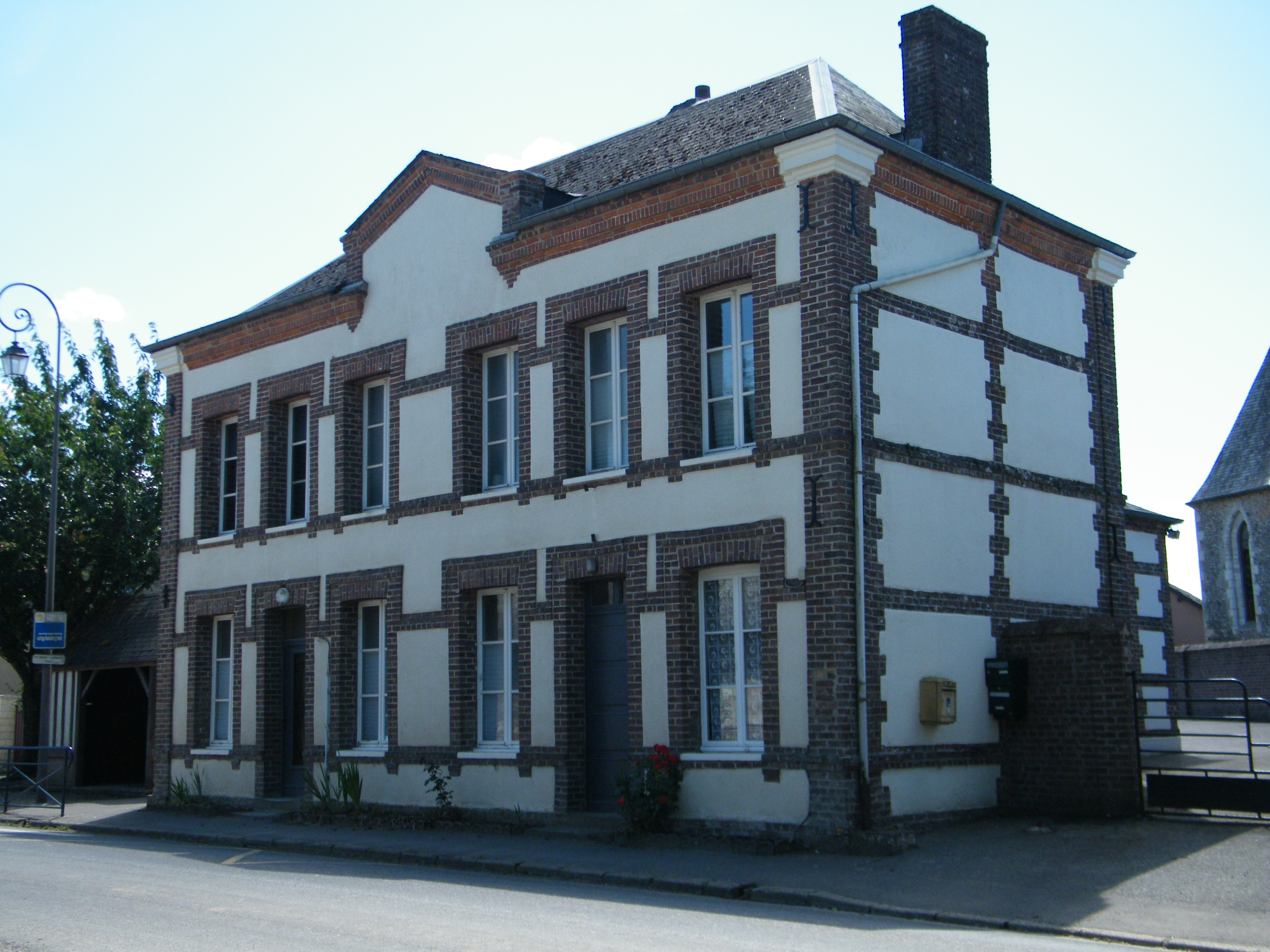
École.
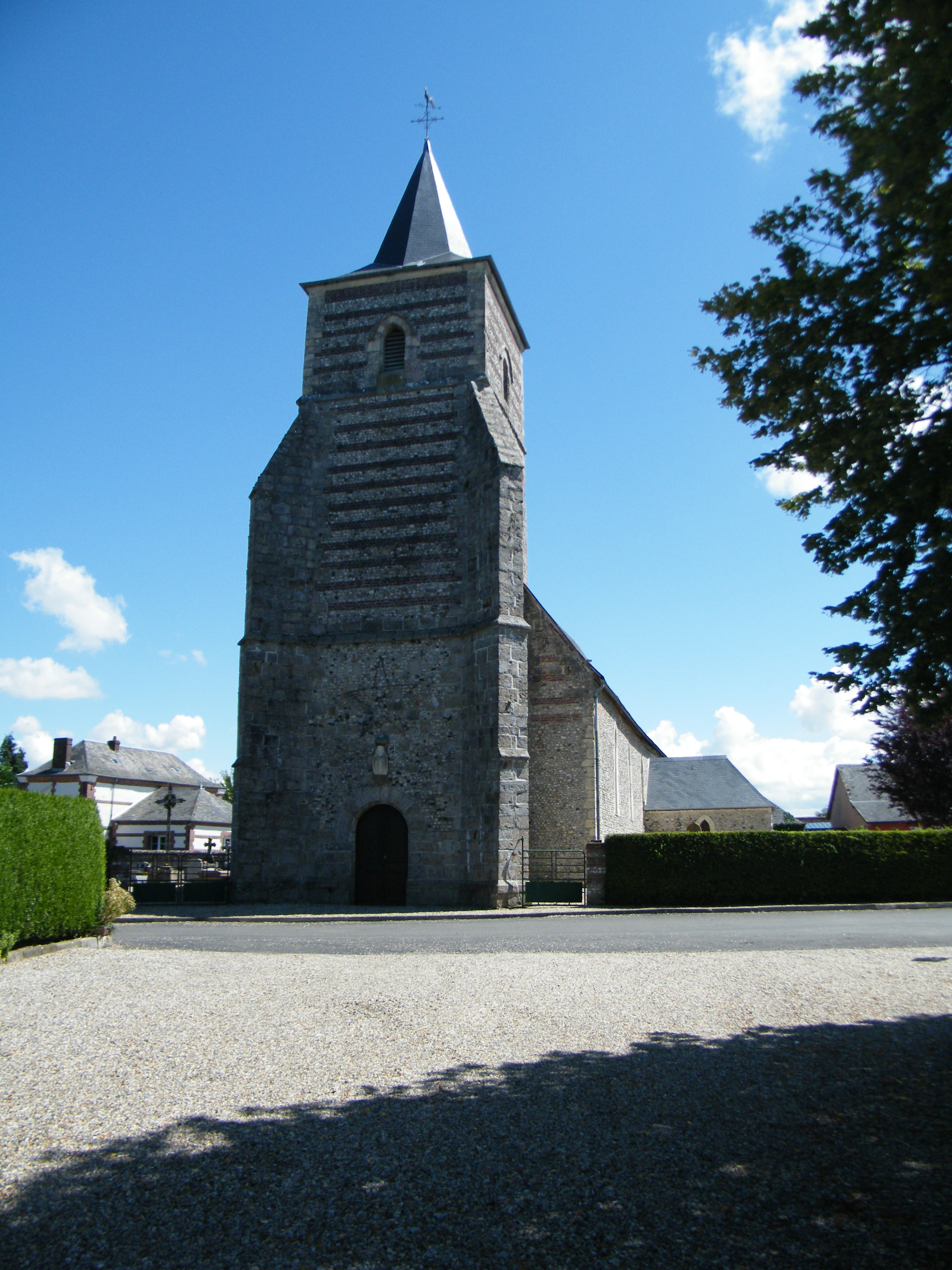
Vue du clocher.
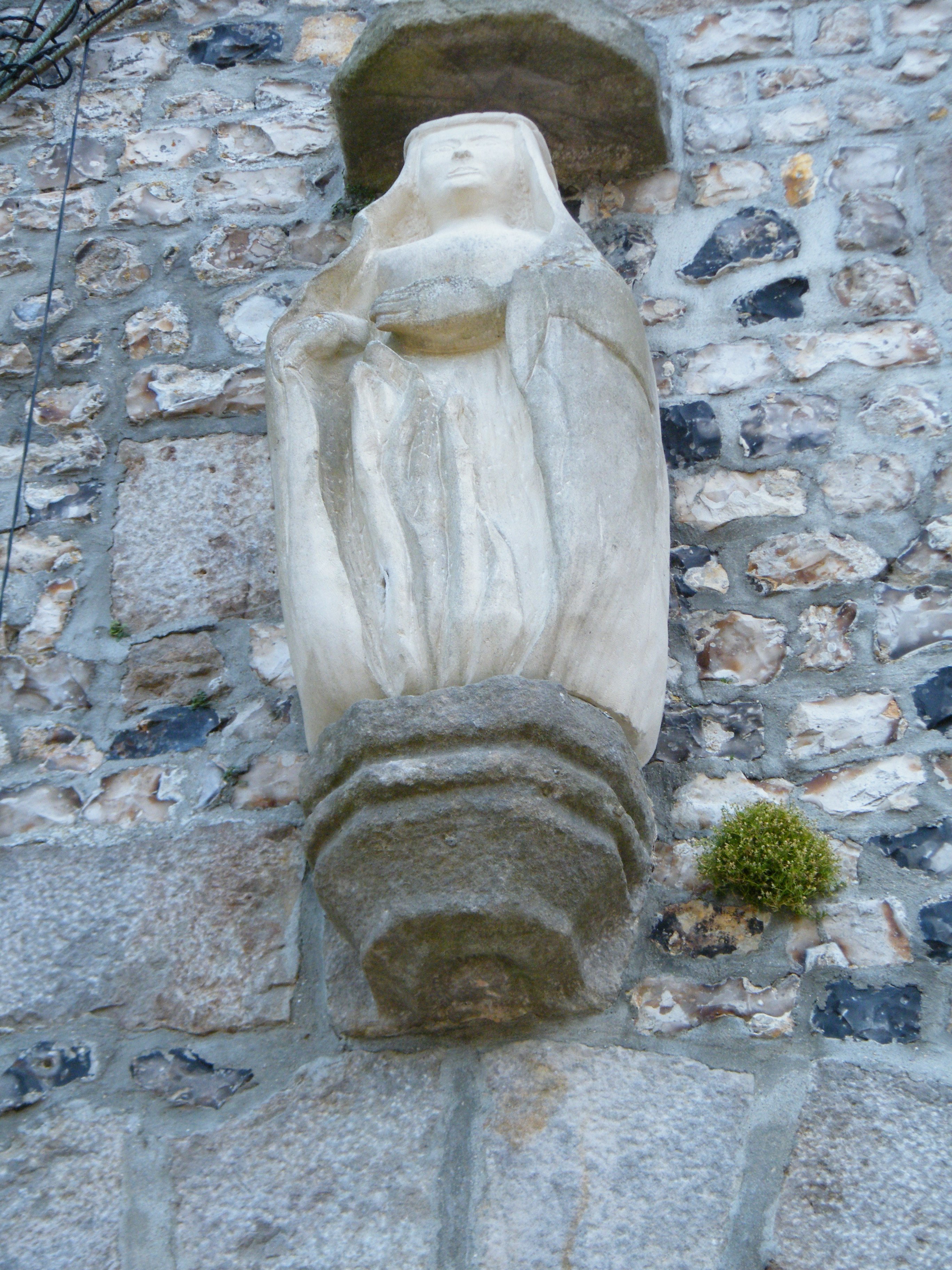
Statue de sainte Agathe, au-dessus du portail de l'église.